# 살다모사우루스
살다모사우루스(Saldamosaurus)는 쥐라기의 후기에 러시아에서 살았던 스테고사우루스과의 장순아목 검룡류이다. 학명의 이름은 느긋한 도마뱀이란 뜻이며 스테고사우루스와 친척인 공룡이다. 2014년에 새로이 발굴된 공룡중에 하나이다. 그동안 러시아에서 발견되지를 않았던 검룡류가 러시아에서 처음으로 발견된 공룡이기에 러시아에서는 가장 의미가 있는 공룡이다.

## 살다모사우루스의 특징
살다모사우루스는 검룡류의 특징을 갖추고 있으며 러시아에서 살았던 초식공룡으로 주로 양치식물들을 섭이했으며 포식자인 육식공룡이 다가오면 뒤에 달려있는 뿔로 포식자를 공격했었다. 스테고사우루스과의 공룡답게 등에는 단단한 골반이 모습을 드러내며 무장하고 있었고 꼬리에는 날카로운 뿔이 달려있으며 이것은 포식자로부터 자신을 보호하는 중요한 무기가 되었다. 그래서 이는 자신을 방어하는데 좋은 수단으로서 러시아에서 당시에 살았던 육식공룡들도 살다모사우루스를 쉽게 공격하지를 못했을것이다.

## 살다모사우루스의 발견한것에 대한 의의
살다모사우루스의 발견으로 러시아에 생존했던 검룡류의 모습을 알게 되었으며 이는 공룡발굴에 있어 귀중한 자료가 되었다. 또한 러시아에서 그동안 발견되었던 공룡중 검룡류의 발견에 의의가 있으며 검룡류가 러시아에서도 생존하고 있었음을 확인할 수 있었다. 그러하기에 러시아에서는 가장 귀중한 공룡화석이 되며 이는 러시아의 당시 공룡서식에 있어 소중한 자료로 남게 된다.